# Justin Che
Justin Che (* 18. November 2003 in Richardson, Texas) ist ein US-amerikanisch-deutscher Fußballspieler. Der Innenverteidiger steht aktuell bei Brøndby IF unter Vertrag.

## Familie
Che wurde in Richardson, Texas geboren. Seine Mutter wurde in Russland geboren, wuchs aber in Deutschland auf und besitzt die deutsche Staatsangehörigkeit. Sein Vater stammt aus Kamerun und ist ebenfalls deutscher Staatsbürger. Che besitzt daher neben der US-Staatsangehörigkeit auch die deutsche.

## Karriere

### Verein
Che begann das Fußballspielen beim FC Dallas, bei dem er seit 2009 in den Jugendmannschaften zum Einsatz kam. Ab Juli 2020 spielte der 16-Jährige für das Farmteam North Texas SC, für das er bis zum Ende der Saison 2020 als Innenverteidiger und Rechtsverteidiger 16 Spiele in der drittklassigen USL League One absolvierte. Am Saisonende wurde er in das All-League First Team gewählt als auch für den Young Player of the Year Award nominiert. Anfang Oktober 2020 unterschrieb Che einen Profivertrag mit einer Laufzeit bis zum 31. Dezember 2023 und einer Option auf ein weiteres Jahr.
Im Januar 2021 absolvierte der 17-Jährige gemeinsam mit Ricardo Pepi, Dante Sealy, Brandon Servania, Edwin Cerrillo und Thomas Roberts unter Martín Demichelis ein dreiwöchiges Probetraining bei den A-Junioren (U19) des Kooperationsvereins FC Bayern München. Che wechselte daraufhin bis zum Ende der Saison 2020/21 auf Leihbasis zu den Münchenern. Er war zunächst für die U19 eingeplant, deren Spielbetrieb jedoch aufgrund der COVID-19-Pandemie unterbrochen war und nicht wieder aufgenommen wurde, und durfte zudem mit der zweiten Mannschaft trainieren, die in der 3. Liga spielte. Für die letzten 8 Spiele übernahmen Danny Schwarz und Martín Demichelis die abstiegsbedrohte Mannschaft von Holger Seitz, unter dem er bis dahin nicht berücksichtigt worden war. Che kam daraufhin in allen Spielen zum Einsatz und stand 6-mal in der Startelf. Am Saisonende stieg er mit seiner Mannschaft in die Regionalliga Bayern ab.
Zum 1. Juni 2021 kehrte Che in die laufende Saison 2021 zum FC Dallas zurück und debütierte einige Wochen später in der Major League Soccer. Bis zum Saisonende kam er 15-mal (12-mal in der Startelf) als Rechtsverteidiger zum Einsatz. Auf dem 11. Platz der Western Conference verpasste sein Team jedoch den Einzug in die Play-offs.
Im Januar 2022 kehrte der 19-Jährige nach Deutschland zurück und wechselte bis zum 30. Juni 2023 auf Leihbasis in die Bundesliga zur TSG 1899 Hoffenheim; zudem bestand eine Kaufoption. Bis zum Ende der Saison 2021/22 kam er unter Sebastian Hoeneß auf zwei Einwechslungen. Zudem spielte Che 6-mal für die zweite Mannschaft in der Regionalliga Südwest. Zum Beginn der neuen Saison wurde Che vom neuen Cheftrainer André Breitenreiter fest in die zweite Mannschaft geschickt. Nach guten Leistungen wurde er in der Winterpause wieder in den Profikader hochgezogen. Bei den Profis kam Che im Abstiegskampf jedoch weder unter Breitenreiter noch dessen Nachfolger Pellegrino Matarazzo zum Einsatz. Für die zweite Mannschaft absolvierte er 18 Regionalligaspiele (ein Tor). Mitte Mai 2023 gab der Verein bekannt, die Kaufoption nicht zu ziehen. Zudem erteilte man ihm die Freigabe, den Verein bereits vor dem vorletzten Bundesligaspieltag zu verlassen, um an der U20-Weltmeisterschaft 2023 teilnehmen zu können.
Er wechselte im Sommer 2023 zu Brøndby IF und wurde direkt für die Spielzeit 23/24 in die Eredivisie an ADO Den Haag verliehen.

### Nationalmannschaft
Che wurde für das Freundschaftsspiel gegen die Schweiz am 30. Mai 2021 für den Kader der US-Nationalmannschaft nominiert, wurde jedoch nicht eingesetzt. Seine ersten Länderspiele erfolgten ab November 2021 in der U20-Auswahl.